# Hebbal, Hukeri
Hebbal là một làng thuộc tehsil Hukeri, huyện Belgaum, bang Karnataka, Ấn Độ.